# Mauser-Tankgewehr M1918
A Mauser-Tankgewehr M1918 egy német rombolópuska volt, melyet az első világháború végén fejlesztettek ki, és állítottak hadrendbe. Ez volt az első, gyalogság által is könnyen használható fegyver amit kifejezetten harckocsik elleni harcra fejlesztettek ki.

## Története
Az első világháború állásharcai közepette a britek egy új fegyvert vetettek be, a tankot. E jármű ellen nem hatottak a puska és géppuska lövedékek, ugyanakkor megfelelően fel volt fegyverezve ahhoz, hogy bejusson a központi hatalmak lövészárokrendszerébe, méghozzá sértetlenül.
A német hadvezetés két dolgot tehetett e harcjárművek megállítására. Vagy kifejlesztett egy saját tank-prototípust, vagy a szükség miatt a zsákmányolt brit tankokat állítja hadrendbe. Mivel ezek az ötletek nem nagyon váltak be, felmerült egy harmadik lehetőség is: egy megfelelően könnyű tankelhárító fegyver kifejlesztése.
Az előbbiekkel az volt a gond, hogy a németek által kifejlesztett harckocsi, az A7V kevés példányszámban jelent meg, a legoptimistább forrás se említ harmincnál többet.
A zsákmányolt brit tankok hadrendbe állítása félig-meddig bevált, itt azonban sok probléma merült fel, jellemző gond volt, hogy a jármű beépített fegyvereibe illő lőszer nem egyezett a németek által használt lőszertípusokkal.
Az ellenséges tankok páncélzatát ugyan átütötték az ágyúk és a különféle tüzérségi eszközök, de ezek nem voltak megfelelően mobilisak gyalogsági páncélelhárításra. Ezért a német mérnökök egy kézifegyvert fejlesztettek ki, mely jóval nagyobb tömegű, hosszúságú és űrméretű volt a standard ismétlőpuskáknál.
A Tankgewehr M1918, mert erről van szó, tulajdonképpen egy kellően felnagyított Mauser ismétlőpuska volt, azzal az eltéréssel, hogy nem volt tárja, így a lőszereket külön töltöttek be a puskába minden egyes lövés előtt. Űrméretét a jobb páncélátütő-képesség elérése érdekében 13,25 mm-esre tervezték. A pontos célzáshoz kétlábú állvánnyal szerelték fel, nagy tömege miatt csak letámasztva lehetett vele lőni.
Acélmagvas, páncéltörő lövedéke nehézségek nélkül képes volt átütni a brit harckocsik páncélzatát.

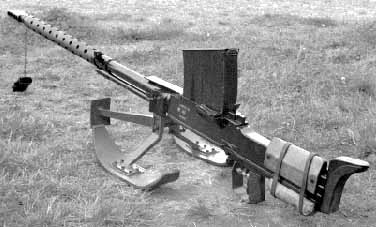
Második világháborús L39 páncéltörő puska. A Tankgewehr M1918 sok fegyver alapjául szolgált

A Mauser-Tankgewehr alapul szolgál a mai rombolópuskáknak, amelyek tankokat - a páncélzat fejlődése miatt - már nem tudnak kilőni, azonban nagyon jól alkalmazhatók falak, lövészpáncélosok és helikopterek ellen.